# Veleposlaništvo Ruske federacije v Sloveniji
Veleposlaništvo Ruske federacije v Republiki Sloveniji (rusko Посольство Российской Федерации в Республике Словения) je diplomatsko-konzularno predstavništvo (veleposlaništvo) Ruske federacije v Sloveniji s sedežem v Ljubljani (Tomšičeva ulica 9). Odprto je bilo 16. oktobra 1992.
Trenutni veleposlanik je Timur Rafailovič Ejvazov (od leta 2019).  

## Vodje veleposlaništva
- odpravnik poslov Jurij Stepanovič Girenko: 1992 - 1995[1]
- veleposlanik Aleksej Leonidovič Nikiforov: 6. februar 1995 - 1998
- veleposlanik Tigran Aleksandrovič Karahanov: 3. junij 1998 - 2002
- veleposlanik Vjačeslav Ivanovič Dolgov: julij 2002 - 2004
- veleposlanik Mihail Valentinovič Vanin: 22. december 2004 - oktober 2009
- odpravnik poslov Vadim Gorelov: oktober - december 2009
- veleposlanik Doku Gapurovič Zavgajev‎: 3. december 2009 - 2019[2]
- veleposlanik Timur Rafailovič Ejvazov: 2019[3]